# Saint-Loubouer
Saint-Loubouer é uma comuna francesa na região administrativa da Nova Aquitânia, no departamento Landes. Estende-se por uma área de 17 km². Em 2010 a comuna tinha 457 habitantes (densidade: 26,9 hab./km²).